# Discammina
Discammina es un género de foraminífero bentónico de la familia Discamminidae, de la superfamilia Lituoloidea, del suborden Lituolina y del orden Lituolida. Su especie tipo es Discammina fallax. Su rango cronoestratigráfico abarca el Holoceno.

## Discusión
Clasificaciones previas incluían Discammina en el suborden Textulariina del orden Textulariida, o en el orden Lituolida sin diferenciar el suborden Lituolina.

## Clasificación
Discammina incluye a las siguientes especies:
- Discammina compressa
- Discammina imperspica
- Discammina makarovensis

Otra especie considerada en Discammina es:
- Discammina fallax, considerado sinónimo posterior de Discammina compressa